# Iahotyn
Iagotine
Iahotyn (en ukrainien : Яготин) ou Iagotine (en russe : Яготин) est une ville de l'oblast de Kiev, en Ukraine. Sa population s'élevait à 20 545 habitants en 2013.

## Géographie
Iahotyn est traversée par la Soupiy, se trouve à 91 km à l'est de Kiev.

## Histoire
La fondation de Iahotyn remonte à 1552. De 1648 à 1781, elle dépend administrativement du régiment cosaque de Pereïaslav. À partir de 1861, Iahotyn est un volost de l'ouïezd de Pyriatyn, dans le gouvernement de Poltava. Au cours de la Seconde Guerre mondiale, les Juifs de la ville sont assassinés lors d'exécutions de masse perpétrées par un Einsatzgruppen. En 1925, la localité devient un centre administratif de raïon. En 1932, elle est rattachée à l'oblast de Kiev, en 1933 à l'oblast de Kharkiv, et en 1938 à celui de Poltava, avant de revenir dans celui de Kiev en 1954. Yahotyn a le statut de ville depuis 1957.

## Population
Recensements (*) ou estimations de la population :
| 1939*  | 1959*  | 1970*  | 1979*  | 1989*  |
| ------ | ------ | ------ | ------ | ------ |
| 11 952 | 13 950 | 18 439 | 22 417 | 25 278 |

| 2001*  | 2010   | 2011   | 2012   | 2013   |
| ------ | ------ | ------ | ------ | ------ |
| 23 659 | 20 656 | 20 569 | 20 501 | 20 545 |

## Transports
Iahotyn se trouve à 101 km de Kiev par le chemin de fer et à 115 km par la route.

## Galerie d'images

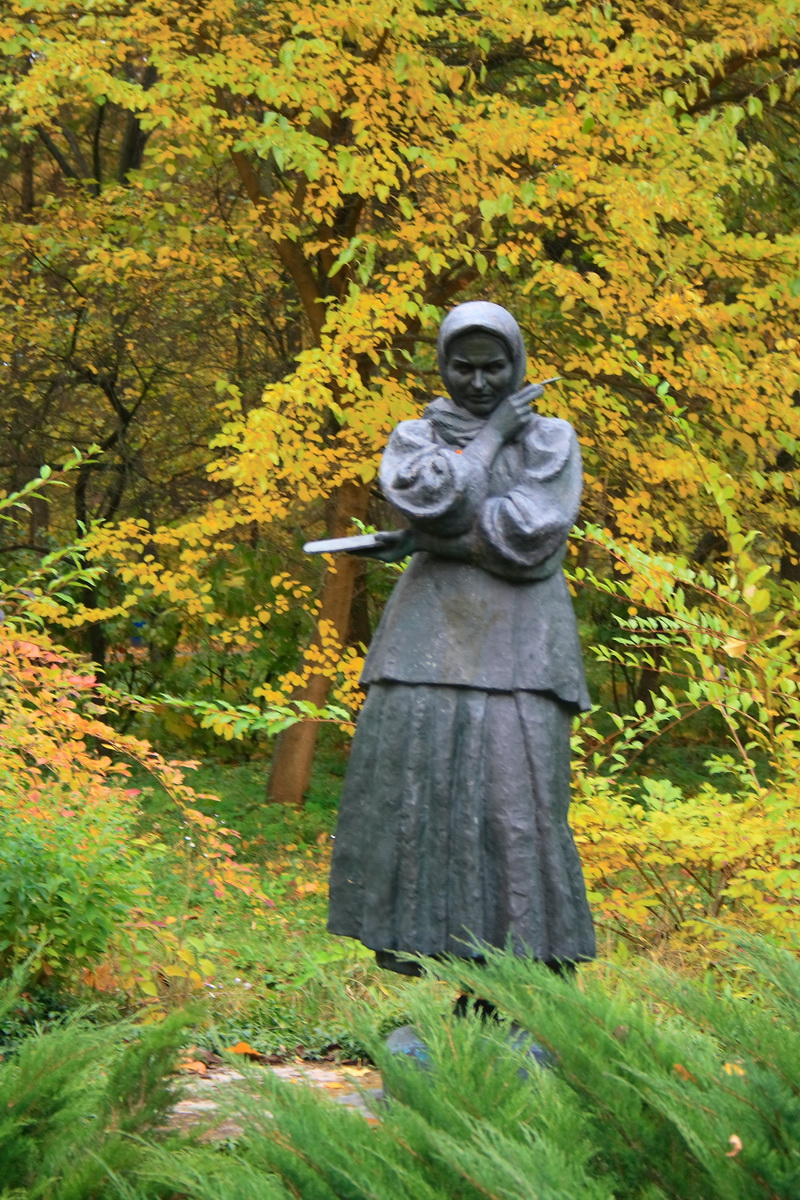
Statue de Katerina Bilokour, artiste peintre ukrainienne, dans le parc local.
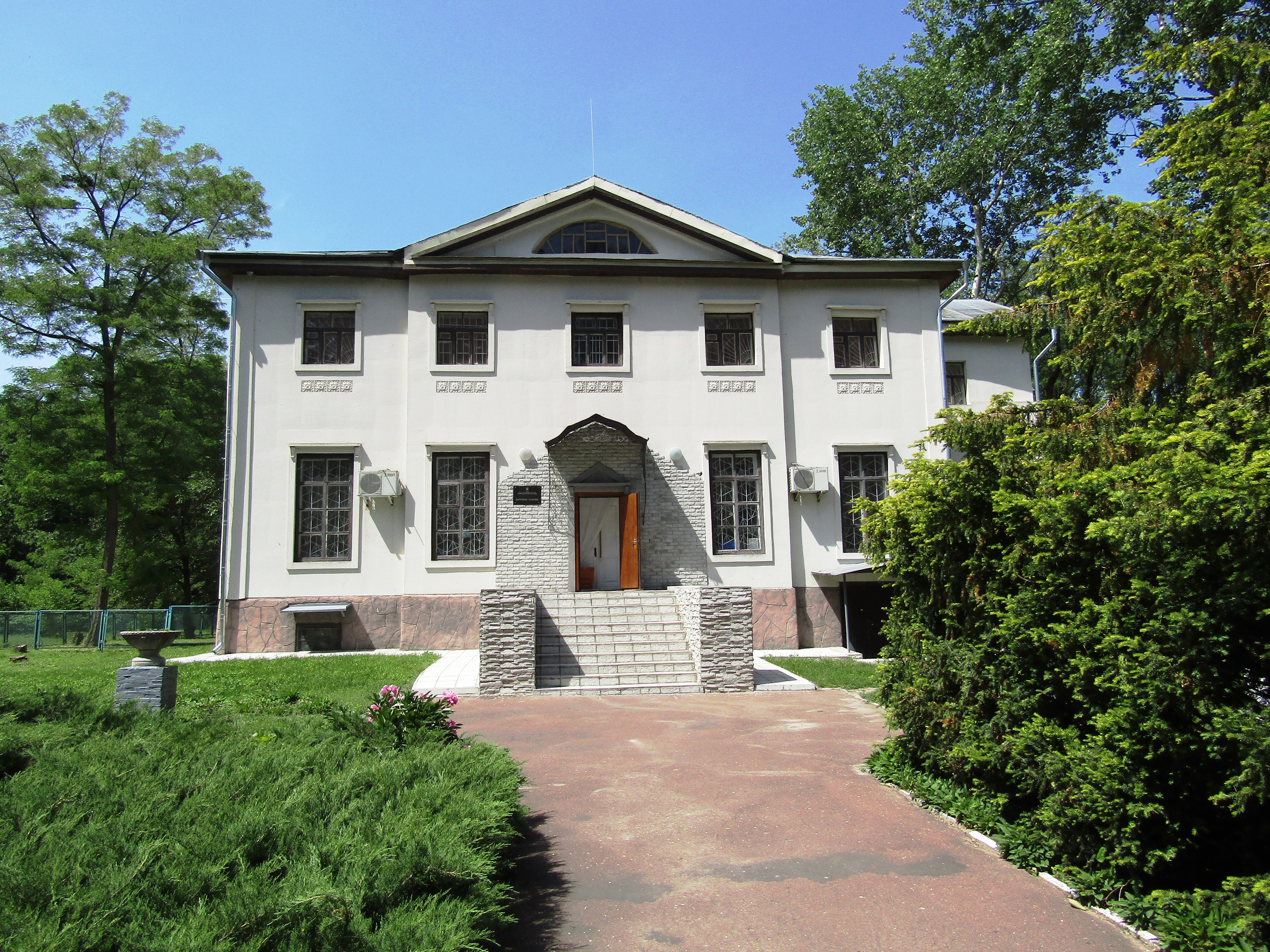
Galerie de peinture de Yahotyn nommée en l'honneur de Katerina Bilokur.
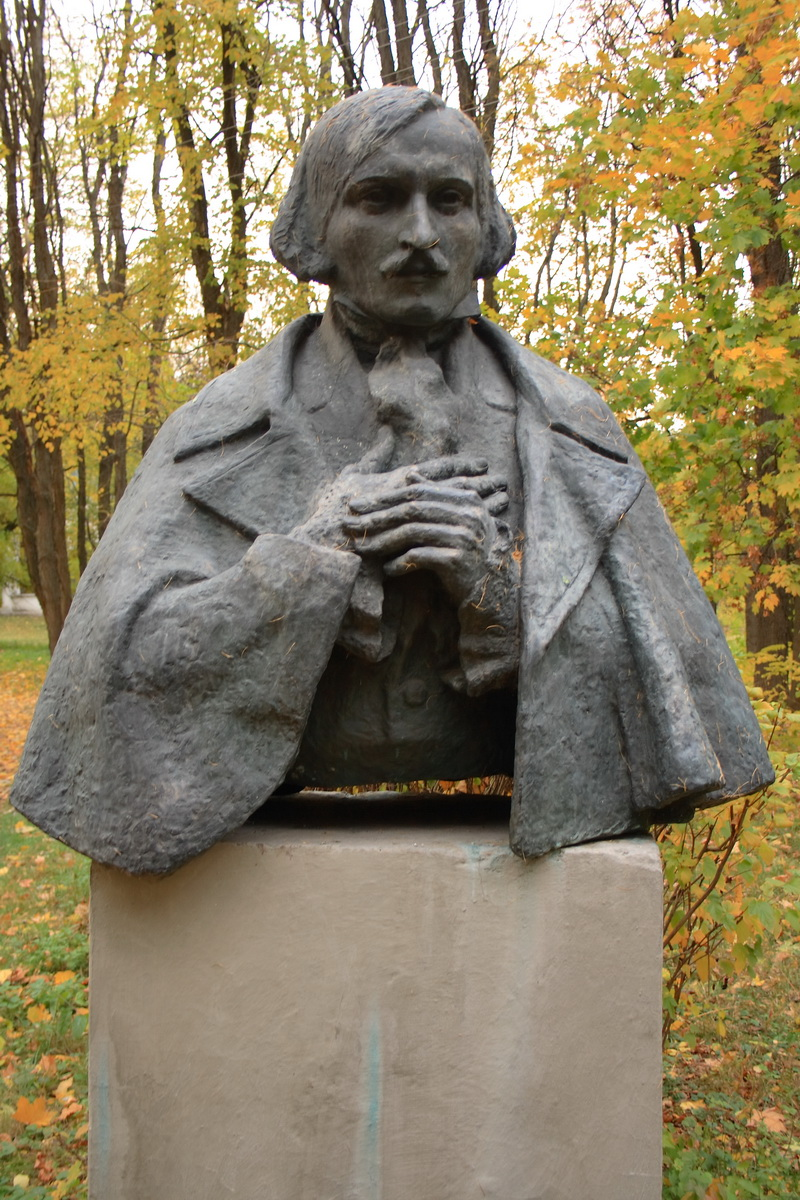
Statue de Nicolas Gogol, écrivain ukrainien.
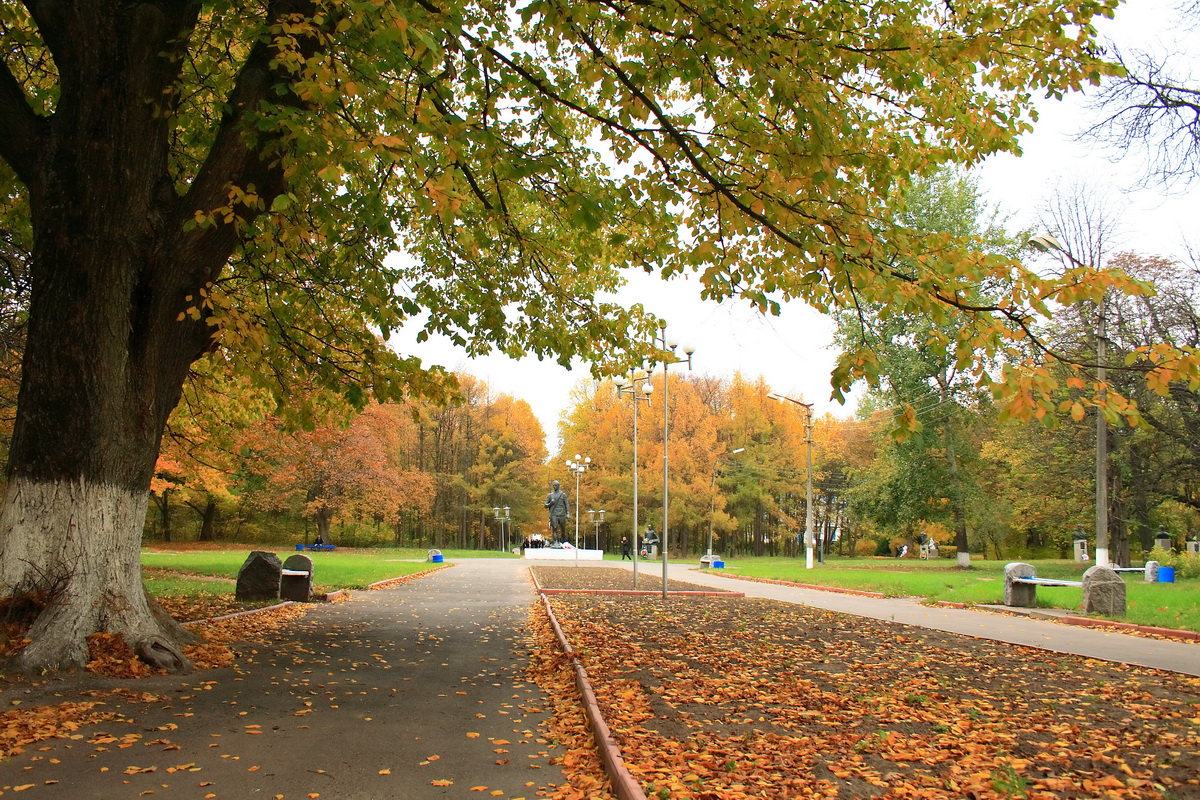
Allée de châtaigniers et monument au Soldat inconnu.
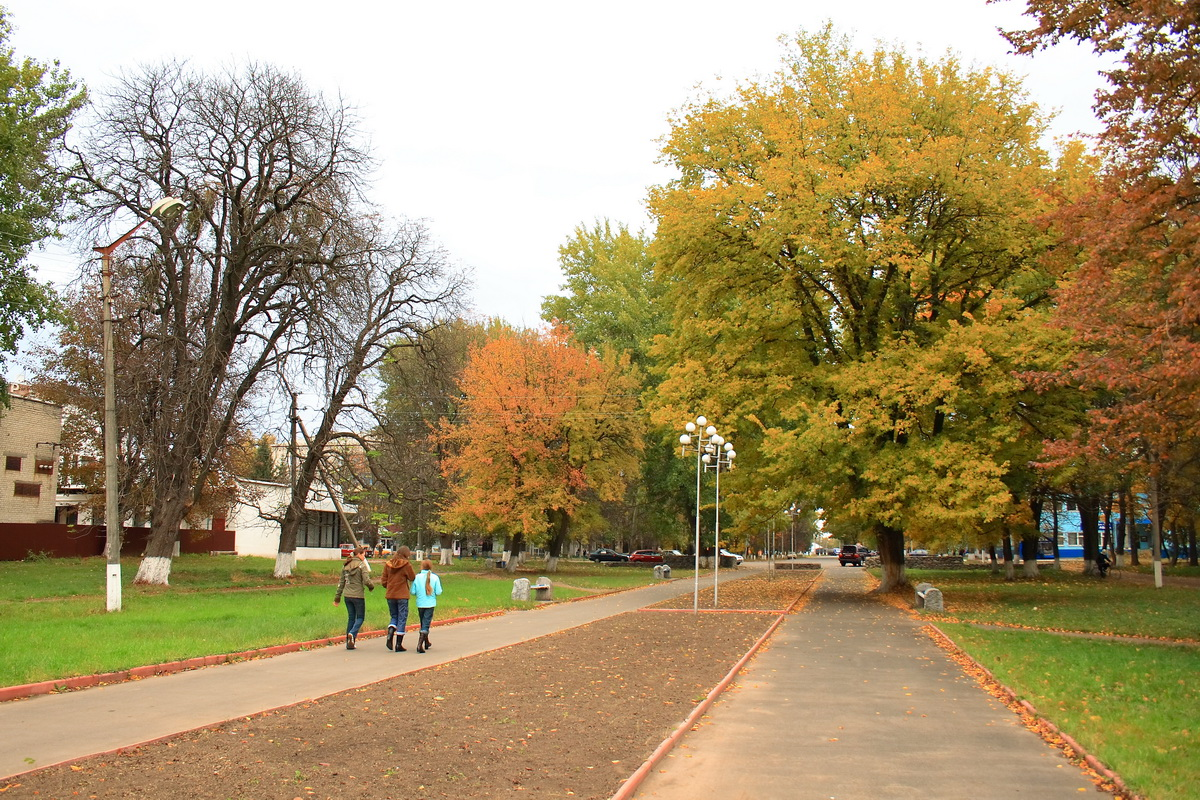
Allée de châtaigniers de Yahotyn.
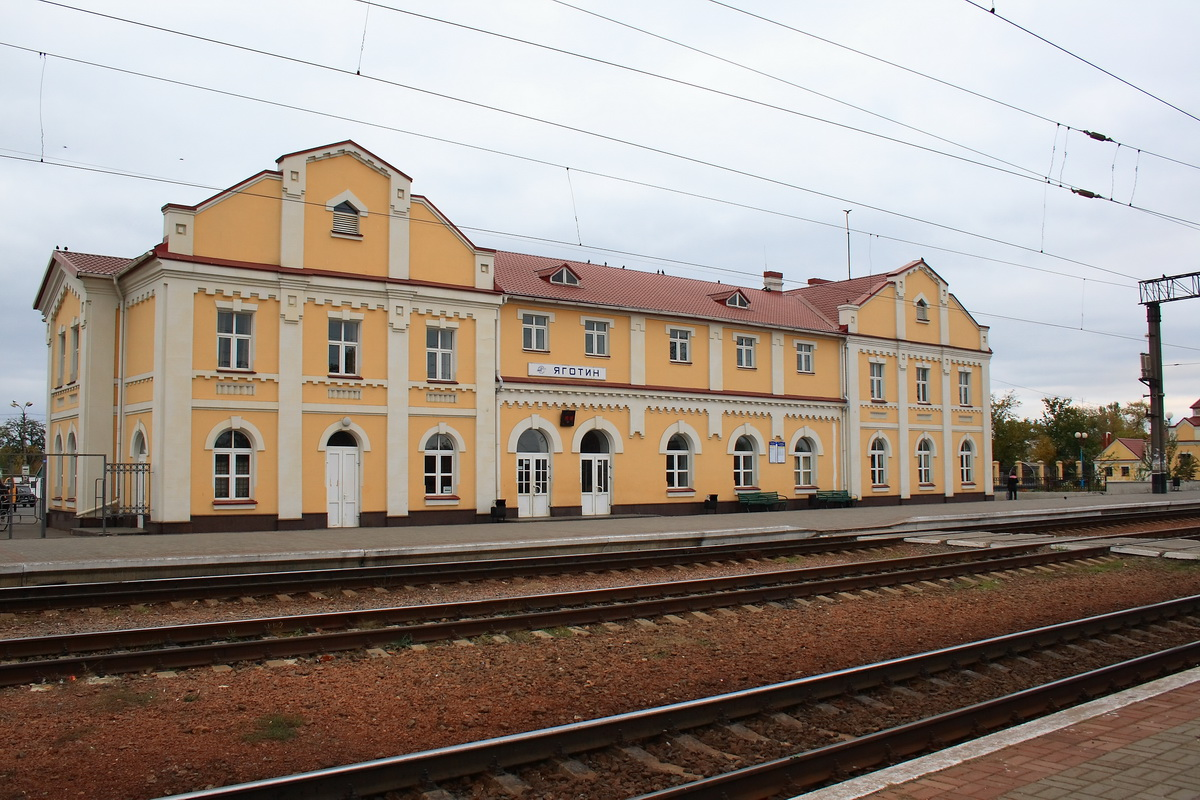
La gare de chemin de fer.